# Pro Bowl 1995
Match précédent Match suivant
Le AFC-NFC Pro Bowl 1995 est le Match des étoiles de football américain de la National Football League pour la saison 1994. Il se joue au Aloha Stadium d'Honolulu le 5 février 1995 entre les meilleurs joueurs des deux conférences de la NFL, la National Football Conference et l'American Football Conference. La rencontre est remportée sur le score de 41 à 13 par l'équipe représentant l'American Football Conference.